# Złotniki (gmina w województwie kieleckim)
Złotniki – dawna gmina wiejska istniejąca do 1954 roku w woj. kieleckim. Siedzibą władz gminy były Złotniki. 
W okresie międzywojennym gmina Złotniki należała do powiatu jędrzejowskiego w woj. kieleckim. Po wojnie gmina zachowała przynależność administracyjną. 1 stycznia 1949 roku do gminy Złotniki przyłączono część obszaru gminy Węgleszyn (gromadę Żarczyce Duże). Według stanu z dnia 1 lipca 1952 roku gmina składała się z 12 gromad: Kanice Nowe, Kanice Stare, Karsznice, Lipnica, Mieronice, Mniszek, Rembieszyce, Wola Tesserowa, Wygnanów, Złotniki, Żarczyce Duże i Żarczyce Małe.
Jednostka została zniesiona 29 września 1954 roku wraz z reformą wprowadzającą gromady w miejsce gmin. Po reaktywowaniu gmin z dniem 1 stycznia 1973 roku gminy Złotniki nie przywrócono, a jej dawny obszar wszedł głównie w skład gmin Małogoszcz i Jędrzejów w tymże powiecie i województwie.